# ケイスケカンダ
ケイスケカンダ（keisuke kanda）は、神田恵介が2005年に設立した日本のファッションブランド。古着のリメイクや手縫いを軸としたオートクチュール的な服づくりを展開。従来アパレルの卸売りではなく、全国の顧客と直接対話しながら、オーダーを受け生産するという新たな販売形式を確立している。

## デザイナー
1998年、神田恵介が早稲田大学在学中に独学で服づくりを始める。服づくりを始めた理由について、「好きになった女の子に服を贈りたくて」と述べている。1999年、大学4年生のとき、京王井の頭線の吉祥寺〜渋谷駅間でゲリラファッションショーを行う。2000年、早稲田大学を卒業後、文化服装学院に入学。2005年に自身の会社を設立し、ケイスケカンダの活動を本格的にスタートさせる。銀杏BOYZやクリープハイプなどのアーティストをはじめ様々なコラボレーションも展開している。2017年、ビームスの新ブランド「ビームスクチュール（BEAMS COUTURE）」のクリエイティブディレクターに就任。2019年、岡田惠和脚本のドラマ『セミオトコ』（テレビ朝日系）にて衣装監督を務める。。2021年、銀杏BOYZ「GOD SAVE THE わーるど」のミュージック・ビデオで映像監督デビューを果たす。2022年、ミナペルホネンとのコラボレーションプロジェクト「minä perhonen → keisuke kanda “cream soda”」が始動。2023年、椎名林檎のデビュー25周年を記念した全国ツアーの衣裳デザインを担当。老舗着物メーカー・株式会社やまとの新ブランド「YAMATO Lab.」のクリエイティブディレクターに就任。2025年、初のメンズラインである「keisuke kanda BOYZ」をスタート。子供服メーカー・ファミリアの大人服ラインをコラボレーションにて発表。

## 来歴

### 2005-2009
2005年、神田恵介が会社を設立し、ケイスケカンダの活動が本格的に始まる。11月、東京タワー大展望台にて、アンリアレイジとともにショーを行う。
2006年、中目黒の焼き鳥店の屋根裏部屋にて、最初の単独展示会（新作発表会）を開催。
2007年、「全国ツアー」と称した新作発表会をスタートさせ、全国各地を毎シーズン巡回する。
2009年、女子用プラモデル「りぼんの戦士」を発表。 高円寺に「スナック A.T.ふぃーるど」を開店する。

### 2010-2014
2010年、アイドル衣装的服飾レーベル「初恋てろりすと」と、あの娘に捧げる民族服「心恋族」を発表する。
2011年、高円寺に最初の直営店「スナック あの娘と僕をつなぐ服」をオープン。「感じる服 考える服：東京ファッションの現在形」展（東京オペラシティ アートギャラリー）に参加。
2012年、「Future Beauty：日本ファッションの未来性」展（東京都現代美術館）に参加。
2013年、ファンクラブを発足。9月、伊勢丹新宿店のTOKYO解放区にて「ケイスケカンダトシンジュクイセタン」を開催し、『美少女戦士セーラームーン』とのコラボレーションアイテムなどを発表する。
2014年、「拡張するファッション」展（水戸芸術館）に参加。7月、新宿の文化服装学院の近くに直営店を移転オープンさせる。銀杏BOYZとの共同制作グッズ「銀杏BOYZ & keisuke kanda」の第1弾を発表。浅野いにおの漫画『デッドデッドデーモンズデデデデデストラクション』に登場するキャラクターの衣装を手掛ける。

### 2015-2019
2015年1月、「keisuke kanda AIR」を発表。3月から9月にかけて放映されていたNHK連続テレビ小説『まれ』の主人公の衣装を担当する。伊勢丹新宿店のTOKYO解放区のイベント「テヅカフジオ」にて、手塚治虫と赤塚不二夫の作品とコラボレーションしたアイテムを発表。5月、神田の文化服装学院在籍当時を回顧する展示「いつかの文化生 by keisuke kanda」を文化学園ファッションリソースセンターにて開催。映画『ピースオブケイク』の公開記念グッズを手掛ける。文化学園の購買部にて、「keisuke kandaの洋裁品シリーズ」の販売を開始。3月から9月にかけて放映されていたNHK連続テレビ小説『まれ』の主人公・まれ（土屋太鳳）の衣装を担当する。
2016年、「アシックス×ケイスケカンダ×アンリアレイジ」による共同プロジェクトを発表。9月、アンリアレイジの2016SS「REFLECT」にて共作したドレスをパリ・コレクションで発表する。「BORO(ぼろ)の美学：野良着と現代ファッション展」（神戸ファッション美術館）に参加する。
2017年、パリの日本文化会館にて「ANOFUKU／あの服」展を、アンリアレイジとともに開催する。
2018年、クリープハイプとのコラボレーショングッズを発表。「浅野いにおの世界～Ctrl+T2～」展にて、『デッドデッドデーモンズデデデデデストラクション』に登場するケイスケカンダの衣装が展示される。2018年春夏および秋冬コレクションの着用モデルに、あの（元ゆるめるモ！）を起用する。
2019年、ワコールの「une nana cool」とコラボレーションしたランジェリーを発表。山戸結希企画・プロデュースの『21世紀の女の子』にて、枝優花監督の映画『恋愛乾燥剤』の衣装を制作する。あののファースト写真集『ANOther』の発売に合わせて、限定記念ジャージ「あのジャージ」を発表する。YouTuberの@小豆（パオパオチャンネル）に衣装を提供する。小学館の紙育シリーズ「ぺぱぷんたす」の第3号に参加。

### 2020-2021
2020年春、新型コロナウイルス感染症の流行を受けて、他のファッションブランドが続々とマスクを発表する中、その流れに抗うように「ジャージ・ミーツ・マスク」と題したトップスとマスクが一体化したデザインのジャージを発表し、大きな反響を呼んだ。また同時期に公式LINEをスタート。8月、きもの専門店やまとの「KIMONO by NADESHIKO」とコラボレーションし、「きものドレス」を発表。11月、keisuke kanda 20AW-21SS FV(ファッションビデオ)を発表。主演はあの。ずっと引きこもっていた女の子が好きな服に逢いに行く為に「ガラスの地図」を片手に部屋を飛び出して冒険の旅に出るロードムービー。
2021年6月、神田恵介の映像初監督作品となる銀杏BOYZ「GOD SAVE THE わーるど」のMVが公開となる。出演は、のん、堀田真由、モトーラ世理奈、森川葵、又吉直樹、峯田和伸。プロデューサーはアンリアレイジの森永邦彦が務めた。映像の随所に登場する写真は川島小鳥によるもの。ケイスケカンダの服が衣装として全編で使用されており、『装苑』でも特集が組まれた。真夜中の渋谷PARCOを舞台に撮影。公開記念として、映像内にも登場したJUN INAGAWAによるグラフィティをプリントしたTシャツを発売した。9月、1年ぶりとなる新作発表会の全国ツアーを開催。11月、ケイスケカンダを最初期から取り扱ってきたLamp harajukuのクロージングに伴った「Lamp harajuku keisuke kanda 2006-2021 “Last Letter”」を発表。モデルはミュージシャンのカネコアヤノ。ディスプレイはアーティストユニットのmagmaが担当。

### 2022-
2022年3月、ミナペルホネンとのコラボレーションプロジェクト「minä perhonen → keisuke kanda “cream soda”」が始動。6月、全国ツアー「BEST ALBUM 2005-2018」を開催。2005年の最初期から2018年までの作品の中から選ばれた服を一からつくり直し、コレクションとして発表。10月、顧客のクローゼットに眠る服を回収してつくる「MADE IN YOU」ラインを始動。12月、ワコールのトレフルをベースに一点一点手仕事でリメイクした「オートクチュールランジェリー」を発表する。

## 作品

### ケイスケカンダのジャージ（2005年〜）
ケイスケカンダのシグネチャーアイテムとして知られるのが多種多様なデザインのジャージである。「手縫いのジャージ」(2005-)から始まり、近年では「ジャージ・ ミーツ・マスク」(2020-)など、斬新なデザインを数多く生み出してきた。20世紀初頭、ガブリエル・シャネルがジャージー素材(当時は男性用の下着や労働着に用いられた)を女性の外出着に転用することで女性たちの意識を変えたように、ケイスケカンダのジャージもまた、日本の女の子たちへ新たな装いを提供してきたと言える。

### なみだの海（2005年）
2005年に発表された最初期のコレクション。神田が十代の頃に読み耽ったという寺山修司の『少女詩集』。その中の「海の起源に関する一章」の「―きみ、知ってるかい？海の起源は、たった一しずくの女の子のなみだだったんだ。」という詩を題材にしてつくられたもの。当時の神田は生地を買うお金にも困っていた為、所有していた数々の古着のTシャツを解体し、素材としてこのファーストコレクションを作り上げたという。

### 子供服あつまってスカート（2007年）
ワンピースやサロペットなど4着の子供服をつなぎ合わせることで制作されたスカート。子供たちがあつまって砂遊びに興じる様子を描いたデザインとなっている。ケイスケカンダは、初期の頃から子供服をつなぎ合わせて、大人の服をつくるという試みを継続して行っており、小さなものがあつまることで生まれる強度をそこに感じ取ることができよう。2011年に開催された「感じる服 考える服」展では、「子供服ならではのサイズ感やチープなディテールが逆におもしろみとなる」と評されている。なお、同様の手法を展開したものに、「マフラーあつまってストール」や「プリーツあつまってスカート」などがある。

### 心恋族（2010年）
かつての日本人は、心は表には見えないから、「心」を「うら」と読んでいて、心の中で恋しく思う、恋の始まりの淡い気持ちに対して心恋（うらごい）と名付けたという。その「心恋」という言葉に感銘を受けた神田が、『万葉集』で「心恋」について詠まれた句に想いを馳せて、架空の民族服として創作したのがこの「心恋族」のシリーズである。
はっきりとした強い色の西洋の民族服とは反対に、淡く曖昧模糊な色味を基調とした装飾が特徴。中世以降のブルガリアの民族衣装であるスクマーンからのインスピレーションとみられる装飾や手刺繍がふんだんに施されているオートクチュールと呼べる作品群である。

### アランニットのセーラー服（2012年）
ケイスケカンダはブランド初期からセーラー服モチーフのデザインをつくり続けていた。神田はインタビューにてその動機についてこのように語っている。「お客さんたちから『学生時代、本当はセーラー服を着たかったけど、ブレザーだったから…。一度でいいから着てみかった』みたいな話をよく聞いてたんですよね。そんな失われた青春を取り戻すきっかけになれるような、大人が着れるセーラー服をつくりたいと思ったんですよね」。
元々は『卒業写真の宿題』の撮影用にデザインしたアランニットのセーラー服を、2015年に商品として復刻発売することになった。それに際して、神田は自身のツイッターで「このセーラー服は18禁」だと語っており、まさに本作が大人に捧げるセーラー服の集大成と言えよう。

## コラボレーション

### minä perhonen → keisuke kanda
2022年３月、ミナペルホネンとのコラボレーションプロジェクト「minä perhonen → keisuke kanda “cream soda”」が始動。ミナペルホネンのアーカイブをケイスケカンダが得意とするリメイク技法により再構築。アートピースのような一点ものと、ミナペルホネンの定番テキスタイルである「tambourine」を用いたケイスケカンダの象徴とも言えるジャージを展開。モデルに羊文学の塩塚モエカを起用。ミナペルホネンのアーカイブからセレクトし、ひとつひとつを組み合わせていく作業について、神田は「宝探しのようにワクワクした」とコメント。なお、神田とミナペルホネンの皆川明は、過去に「感じる服、考える服」（2011年、東京オペラシティアートギャラリー）で共演した経緯がある。2024年1月、第二弾のコラボレーションでは、モデルにシンガーソングライターのカネコアヤノを起用[37]。皆川明が書き下ろしたイラストを刺繍したスカジャンなどを新たに発表する。

### 宝飾時計
舞台「宝飾時計」の衣裳を神田恵介が担当。作・演出は根本宗子、主演は高畑充希、テーマ曲「青春の続き」は椎名林檎が手掛けた。キャストは、成田凌、小池栄子、伊藤万理華など。
ブランドの代名詞ともいえるジャージがすべての衣裳に生かされており、神田は同舞台のパンフレットにて「演劇のお稽古場でお馴染みのジャージにスポットライトを当てて表舞台に立ってもらった」と語っている。

### DEAN & DELUCA
2022年４月、神田がクリエイティブディレクションを担当したDEAN & DELUCA × BEAMS COUTUREにて、DEAN & DELUCAとして初となる、ギャザーやプリーツを用いたエプロンドレスや割烹着、保冷機能付きかごバッグが発売された。「パンとリボン」をテーマに、衣食住の垣根を越えた「食文化×ファッション」という思想を掲げた。

### Ziploc
2018年、ジップロック（Ziploc）とビームスクチュールが協業し、トートバッグやキャップ、リュックなど全9型を製作した。2020年には第2弾およびDEAN & DELUCAのクーラーバッグを使用したトリプルコラボレーションアイテムを発売している。

### BEAMS COUTURE
ビームスが自社のデッドストック品を手仕事でリメイクするブランドとして2017年に立ち上げたビームスクチュールに、クリエイティブディレクターとして神田が就任。なお、デザイナーはレイ ビームス（Ray BEAMS）の⽔上路美が務める。

### keisuke kanda × une nana cool
ワコールが運営する女性用下着ブランドのウンナナクール（une nana cool）と協業し、2019年に、ノンワイヤーブラとショーツ、ワンピース型パジャマなどのインナーウェアを製作した。

### keisuke kanda × KIMONO by NADESHIKO
2020年、老舗きもの専門店やまとのブランド「KIMONO by NADESHIKO」とコラボレーションし、「きものドレス」を発表した。

### 銀杏BOYZ & keisuke kanda
銀杏BOYZと共同製作したアイテムを、2014年から展開している。発表したアイテムとして、第1弾に「両A面の手縫いTシャツ」他（2014年）、第2弾に「ノイズまみれのTシャツ」と「クラブチーム『銀杏BOYZ』のユニフォーム」（2014年）、第3弾に「数あるロゴT」と「水玉写真のTシャツ」（2015年）、第4弾に「ギタージャージ」と「GコードのボーダーTシャツ」（2016年）、第5弾に「君と僕のTシャツ」他（2017年）、第6弾に「ユニフォームT」（2019年）などがある。

### クリープハイプ × keisuke kanda
2018年5月、クリープハイプの日本武道館公演「クリープハイプのすべて」に合わせて、「栞のTシャツ」と「リメイクTシャツワンピ」を製作した。同年11月、コラボ第2弾としてランニングパンツとハンカチを発表。なお、これはクリープハイプの5thアルバム『泣きたくなるほど嬉しい日々に』からイメージされたデザインになっている。

### デッドデッドデーモンズデデデデストラクション
2014年、浅野いにおの漫画『デッドデッドデーモンズデデデデストラクション』に登場するキャラクターに衣装を提供。主人公の女の子たちは劇中でケイスケカンダの服を着用しており、それらの服は実際に店舗で購入することができる。また、2018年に開催された「浅野いにおの世界」展ではケイスケカンダデザインによるキャラクター衣装およびイラストが展示された。

### 文化服装学院
文化学園の購買部にて「keisuke kandaの洋裁品シリーズ」の販売を2015年から始める。2017年、文化服装学院のオリジナルトートバッグ（通称、文化バッグ）のリニューアルを手掛け、新デザインのバッグおよび旧デザインのバッグをリメイクした「リボンまみれの文化バッグ」を発表した。2018年、コラボレーション第2弾として、フィッターバッグを発表。

## 関連人物
これまでにコレクションルックのモデルを務めたのは、小松菜奈、のん、玉城ティナ、モトーラ世理奈、あの、堀田真由、カネコアヤノ、市川美織など。
歌手のaikoがケイスケカンダの服を愛用している様子は、自身のSNSやファンクラブ会報にて確認できる。33rdシングル「夢見る隙間」のCDジャケットでは「手縫いのワークコート」を着用している。
芸人の又吉直樹は、ファンであると公言しており、神田とプライベートでの親交も深い。
アンリアレイジの森永邦彦とは師弟関係にある。
銀杏BOYZの峯田和伸は、ケイスケカンダが始動する前の2005年春頃に製作されたモッズコートを神田から贈られ、以降現在に至るまでライブなどで着用している。